# Okinawa Marine
Okinawa Marine、略称 OkiMarは、かつてアメリカ海兵隊広報部（沖縄県キャンプ・バトラー）が制作・発行していた定期刊行物で、無料で沖縄の在日米軍基地に配布されていた。沖縄本島の米軍関係施設や在日米軍の活動について掲載されており、地域ガイド、生活情報、天気予報、広報などから構成される。Web版としてOkinawa Marine Onlineもあり、最近の過去記事を閲覧することが出来る。内容については国防総省や合衆国政府の公式見解に裏づけられたものではないと同サイトにて謳われている。
2006年、国防総省にてトーマス・ジェファーソン賞（Thomas Jefferson Award）最優秀タブロイド判賞を受賞した。
2014年2月28日をもって発行と関連したpdfファイルの作成が中止された。

## 類似雑誌
沖縄の在日米軍は沖縄本島の地域住民向けに『大きな輪』(OOKINAWA)を発行している。沖縄本島内の商店などで無料配布されており、Web版もある。